# Mike Maignan
Mike Maignan (Cayenne, 3 juli 1995) is een Frans voetballer die als doelman speelt. Hij tekende in juli 2021 bij AC Milan, dat hem overnam van Lille OSC. Maignan debuteerde in 2020 in het Frans voetbalelftal.

## Clubcarrière

### Jeugd
Maignan werd geboren in Cayenne (Frans-Guyana). Zijn moeder is Haïtiaans en zijn vader is een Fransman. Hij speelde in de jeugd voor Paris Saint-Germain, waar hij in 2013 aansloot bij het eerste elftal. In juli 2013 tekende de doelman zijn eerste profcontract. Hij zat in het seizoen 2014/15 enkele keren op de bank bij PSG, maar zou nooit zijn debuut maken voor het eerste.

### Lille OSC
In augustus 2015 werd hij voor één miljoen euro verkocht aan Lille OSC. Op 18 september 2015 debuteerde hij in de Ligue 1 als invaller tegen Stade Rennais nadat Vincent Enyeama met rood van het veld werd gestuurd.
 De week erop startte Maignan door de schorsing van Enyeama in de basiself tegen Stade de Reims. Hij keepte daarna nog twee wedstrijden, maar werd vervolgens weer vervangen door Enyeama, die de rest van het seizoen keepte.
Na nog een seizoen als tweede keeper, werd Maignan in het seizoen 2017/18 eerste doelman van Lille OSC. De club wendde dat seizoen ternauwernood degradatie af, waarna het seizoen erop Lille verrassend tweede werd. Maignan was goed voor zeventien clean sheets dat seizoen en stopte drie penalty's. Op 17 september 2019 maakte Maignan tegen Ajax met een 3-0 nederlaag zijn debuut in de Champions League. Op 10 december was hij in de CL-wedstrijd tegen Chelsea voor het eerst aanvoerder van Lille. 
In het seizoen 2020/21 doorbrak Lille de hegemonie van PSG door de Ligue 1 te winnen. Het was de vierde in de geschiedenis en de eerste in tien jaar. Maignan keepte alle wedstrijden en was goed voor 21 clean sheets in de competitie, slechts eentje verwijderd van het competitierecord. In totaal speelde Maignan 180 wedstrijden voor Lille.

### AC Milan
In de zomer van 2021 kwam AC Milan uit bij Maignan als opvolger voor de transfervrij naar PSG vertrekkende Gianluigi Donnarumma. De Italianen betaalde 15 miljoen euro voor hem en boden hem een vijfjarig contract aan tot de zomer van 2026. Op 23 augustus maakte hij met een clean sheet zijn debuut tegen UC Sampdoria (1-0 winst).
In oktober onderging Maignan een operatie vanwege een blessure aan zijn pols. De verwachting was dat hij tien weken afwezig zou zijn, maar na zes weken maakte hij alweer zijn rentree. Op 13 februari was hij tegen Sampdoria goed voor een assist op de enige treffer van de wedstrijd van Rafael Leão, waarmee hij de eerste AC Milan-goalie met een assist werd sinds Dida in 2006. Voorafgaand aan de laatste wedstrijd van het seizoen ontving Maignan de prijs voor Beste Keeper in de Serie A. Die wedstrijd tegen Sassuolo won AC Milan met 3-0, waardoor het de eerste landstitel in elf jaar binnensleepte. Het was bovendien de zeventiende clean sheet van het seizoen voor Maignan.
Tussen oktober 2022 en februari 2023 moest Maignan geblesseerd toekijken door een kuitspierscheur, maar bij zijn terugkeer was hij meteen weer belangrijk. Op 18 april 2023 keerde hij in de kwartfinale van de Champions League tegen Napoli een strafschop van Chvitsja Kvaratschelia, mede waardoor Milan die tweestrijd won. Daardoor bereikte Milan voor het eerst in zestien jaar de halve finale. Op 6 mei was Maignan tegen SS Lazio belangrijk met een assist op Theo Hernández. Op 2 december was hij tegen Frosinone Calcio opnieuw goed voor een assist op Christian Pulisic, waarmee hij de enige keeper werd in de vijf grootste Europese competities met een assist in elk van de laatste drie seizoenen.
In januari 2024 werd Maignan, niet voor het eerst sinds zijn komst in Italië, racistisch bejegend door fans van Udinese, waarna Maignan en zijn teamgenoten besloten van het veld te stappen. Vervolgens moest Udinese een wedstrijd zonder publiek spelen. 

## Clubstatistieken
| Seizoen | Club      | Competitie | Competitie | Competitie | Beker | Beker | Internationaal | Internationaal | Totaal | Totaal |
| Seizoen | Club      | Competitie | Wed.       | Dlp.       | Wed.  | Dlp.  | Wed.           | Dlp.           | Wed.   | Dlp.   |
| ------- | --------- | ---------- | ---------- | ---------- | ----- | ----- | -------------- | -------------- | ------ | ------ |
| 2014/15 | PSG       | Ligue 1    | 0          | 0          | 0     | 0     | 0              | 0              | 0      | 0      |
| 2015/16 | Lille OSC | Ligue 1    | 4          | 0          | 1     | 0     | —              | —              | 5      | 0      |
| 2016/17 | Lille OSC | Ligue 1    | 7          | 0          | 5     | 0     | —              | —              | 12     | 0      |
| 2017/18 | Lille OSC | Ligue 1    | 34         | 0          | 2     | 0     | —              | —              | 36     | 0      |
| 2018/19 | Lille OSC | Ligue 1    | 38         | 0          | 4     | 0     | —              | —              | 42     | 0      |
| 2019/20 | Lille OSC | Ligue 1    | 28         | 0          | 3     | 0     | 6              | 0              | 37     | 0      |
| 2020/21 | Lille OSC | Ligue 1    | 38         | 0          | 2     | 0     | 8              | 0              | 48     | 0      |
| 2021/22 | AC Milan  | Serie A    | 32         | 0          | 4     | 0     | 3              | 0              | 39     | 0      |
| 2022/23 | AC Milan  | Serie A    | 22         | 0          | 0     | 0     | 7              | 0              | 29     | 0      |
| 2023/24 | AC Milan  | Serie A    | 29         | 0          | 1     | 0     | 12             | 0              | 42     | 0      |
| Totaal  | Totaal    | Totaal     | 222        | 0          | 22    | 0     | 36             | 0              | 290    | 0      |

## Interlandcarrière
Maignan kwam uit voor diverse Franse nationale jeugdselecties. Zo was hij aanvoerder van Frankrijk –17 op het Europees kampioenschap voor spelers onder 17 jaar in 2012. Bondscoach Didier Deschamps haalde Maignan in juni 2019 bij de selectie van het Frans voetbalelftal om voortaan dienst te doen als reservedoelman achter Hugo Lloris. Hij mocht op 7 oktober 2020 zijn interlanddebuut maken tijdens een met 7–1 gewonnen oefeninterland tegen Oekraïne, toen hij de tweede helft speelde in plaats van Steve Mandanda. Verder moest Maignan het tot en met 2022 doen met nog een oefeninterland en een paar wedstrijden in de UEFA Nations League. Toen Lloris in januari 2023 stopte als international, begon Deschamps met Maignan als eerste doelman aan de kwalificatiereeks voor het EK 2024. Maignan werd op 16 mei 2024 door Deschamps opgenomen in de Franse selectie voor het EK 2024 in Duitsland. Daarin haalde Frankrijk de halve finale en kreeg Maignan tot de kwartfinale slechts één goal tegen, waarna het in de halve finale verloor van Spanje.

## Erelijst
| Competitie       |           |           |           |           |
| Competitie       | Aantal    | Jaren     |           |           |
| Lille OSC        | Lille OSC | Lille OSC | Lille OSC | Lille OSC |
| ---------------- | --------- | --------- | --------- | --------- |
| Kampioen Ligue 1 | 1x        | 2020/21   |           |           |
| AC Milan         |           |           |           |           |
| Kampioen Serie A | 1x        | 2021/22   |           |           |